# Peter Ackroyd
Peter Ackroyd (ur. 5 października 1949 w Londynie) – brytyjski pisarz, biograf i krytyk literacki. Jest autorem kilku powieści (m.in. Dom doktora Dee, Hawksmoor) oraz bestsellerowych biografii (William Blake, Charles Dickens, T.S. Eliot, Tomasz More). Dużą rolę w jego twórczości zajmuje rodzinne miasto Londyn.
Ukończył Kolegium Clare na Uniwersytecie w Cambridge, studiował też na Uniwersytecie Yale .
Jest laureatem licznych nagród, między innymi Somerset Maugham Award (1984, za The Last Testament of Oscar Wilde), dwukrotnie Whitbread Prize (1984, za T. S. Eliot; 1985, za powieść Hawksmoor), Guardian Fiction Prize (1985, za powieść Hawksmoor) oraz prestiżowej James Tait Black Memorial Prize (1998, za The Life of Thomas More).

## Dzieła

### Utwory fabularne
- The Great Fire of London, 1982
- The Last Testament of Oscar Wilde, 1983
- Hawksmoor (Hawksmoor, 1985)
- Chatterton, 1987
- First Light, 1989
- Dom doktora Dee (The House of Doctor Dee, 1993)
- Golem z Limehouse (Dan Leno and the Limehouse Golem , 1994)
- Milton in America, 1996
- Rękopisy Platona (The Plato Papers, 1999)
- Sprzysiężenie Dominus (The Clerkenwell Tales, 2003)
- The Lambs of London, 2004
- The Fall of Troy, 2006
- Przypadek Victora Frankensteina (The Casebook of Victor Frankenstein, 2008)
- A Retelling of Geoffrey Chaucer's The Canterbury Tales, 2009
- Śmierć króla Artura (The Death of King Arthur: The Immortal Legend - A Retelling, 2010)
- Londyn podziemny (London Under: The Secret History Beneath the Streets, 2011)

### Utwory niefabularne
- Notes for a New Culture, 1976
- Dressing Up. Transvestism and Drag, 1979
- Ezra Pound and His World, 1980
- T. S. Eliot (T. S. Eliot. A Life, 1984)
- Dickens, 1990
- English Music, 1992
- Blake (Blake, 1995)
- The Life of Thomas More, 1998
- Londyn. Biografia (London. The Biography) (2000)
- Dickens. Public Life and Private Passion, 2002
- Albion. The Origins of the English Imagination, 2002
- Illustrated London, 2003
- Chaucer, 2004
- Shakespeare. The Biography, 2004
- Turner, 2005
- Thames. Sacred River, 2007
- Newton, 2008
- Poe. A Life Cut Short, 2008
- Wenecja: Biografia (Venice: Pure City, 2009)
- Charlie Chaplin (Charlie Chaplin: A Brief Life, 2014)
- Queer City (Londyn miasto queer), 2017

### Poezje
- London Lickpenny, 1973
- Country Life, 1978
- The Diversions of Purley, and Other Poems, 1987

## Wydania polskie
- Golem z Limehouse, tł. Ewa Kraskowska, Poznań: Zysk i S-ka, 1996.
- T. S. Eliot, tł. Krzysztof Mazurek, Kraków: Wydawnictwo Literackie, 1996.
- Dom doktora Dee, tł. Ewa Kraskowska, Poznań: Zysk i S-ka, 1999.
- Blake, tł. Ewa Kraskowska, Poznań: Zysk i S-ka, 2001, 2016.
- Rękopisy Platona, tł. Tomasz Bieroń, Poznań: Zysk i S-ka, 2003.
- Hawksmoor, tł. Zbigniew T. Gieniewski, Poznań: Zysk i S-ka, 2004.
- Sprzysiężenie Dominus, tł. Tomasz Bieroń, Poznań: Zysk i S-ka, 2006.
- Przypadek Victora Frankenstein, tł. Jerzy Łoziński, Poznań: Zysk i S-ka, 2010.
- Londyn, tł. Tomasz Bieroń, Poznań: Zysk i S-ka, 2011.
- Śmierć króla Artura, tł. Dorota Guttfeld, Poznań: Zysk i S-ka, 2014.
- Charlie Chaplin, tł. Jerzy Łoziński, Poznań: Zysk i S-ka, 2015
- Londyn podziemny, tł. Tomasz Biedroń, Poznań: Zysk i S-ka, 2015.
- Wenecja. Biografia, tł. Tomasz Biedroń, Poznań; Zysk i S-ka, 2015.
- Alfred Hitchcock, tł. Jerzy Łoziński, Poznań; Zysk i S-ka, 2017.